# Advanced Linux Sound Architecture
Pour l’article homonyme, voir Alsa.
Advanced Linux Sound Architecture (abr. ALSA) est un ensemble de logiciels pour enregistrer et jouer des sons, qui est incorporé dans le noyau Linux. Destiné à remplacer Open Sound System (OSS) pour le support des cartes son, il comporte un mixeur audio et une suite de pilotes. Les objectifs initiaux du projet comportent la configuration automatique des cartes son et le support aisé de plusieurs cartes son dans le même système, et ont été largement atteints. Quelques frameworks audio, JACK par exemple, utilisent ALSA pour une édition et un mixage à basse latence et de qualité professionnelle.
Lancé par Jaroslav Kysela, le projet a démarré à partir d'un pilote Linux pour la carte son Gravis Ultrasound en 1998, et a été développé en marge du noyau Linux, jusqu'à son introduction dans la série 2.5 en 2002 (2.5.4-2.5.5). Il remplace OSS dans la version 2.6 bien qu'une couche de rétrocompatibilité existe.
ALSA est distribué sous licence GNU GPL 2.0 et/ou GNU LGPL 2.1.

## Fonctionnalités
ALSA est conçu pour utiliser quelques fonctionnalités qui n'étaient pas, lors de sa conception, prises en charge par OSS :
- synthétiseur MIDI intégré dans le matériel ;
- mixage logiciel de plusieurs canaux ;
- opérations full-duplex ;
- pilotes thread-safe et multiprocesseurs.

Afin d'apporter proprement ces fonctionnalités, ALSA a une interface de programmation (API) plus grande et plus complexe que celle d'OSS, il peut donc être plus difficile de développer une application utilisant ALSA qu'une utilisant OSS. Cependant, ALSA possède une couche d'émulation d'OSS, ainsi l'API OSS, plus portable et plus simple, peut être utilisée. En plus des pilotes de cartes son, ALSA inclut une bibliothèque de plus haut niveau, pour ceux qui ne désirent pas interagir directement avec le noyau.

## Outils
ALSA apporte également des outils permettant d'effectuer plusieurs tâches, :
- alsactl : AlsaControl permet de contrôler les cartes son et de manipuler (charger et sauvegarder) les configurations ;
- alsaconf : permet d'identifier et de configurer la(les) carte(s) son présente(s) sur le système ;
- alsamixer : permet de régler les volumes des différents canaux, utilise ncurses pour l'affichage ;
- aplay : permet de jouer un fichier .wav ;
- arecord : permet d'enregistrer un fichier .wav à partir d'une sortie sonore ;
- aconnect : permet de connecter deux ports existants sur un séquenceur ALSA.